# 88

## Події
- Консули Риму: Тит Флавій Доміціан та Луцій Мініцій Руф
- Публій Корнелій Тацит — претор
- Четвертим папою римським стає Климент I
- Скінчилася війна Доміціана з даками

## Померли
- Анакліт — третій папа римський.
- Лю Да — 3-й імператор династії Пізня Хань.